# Doryxylon spinosum
Doryxylon spinosum är en törelväxtart som beskrevs av Heinrich Zollinger. Doryxylon spinosum ingår i släktet Doryxylon och familjen törelväxter. Inga underarter finns listade i Catalogue of Life.

## Bildgalleri

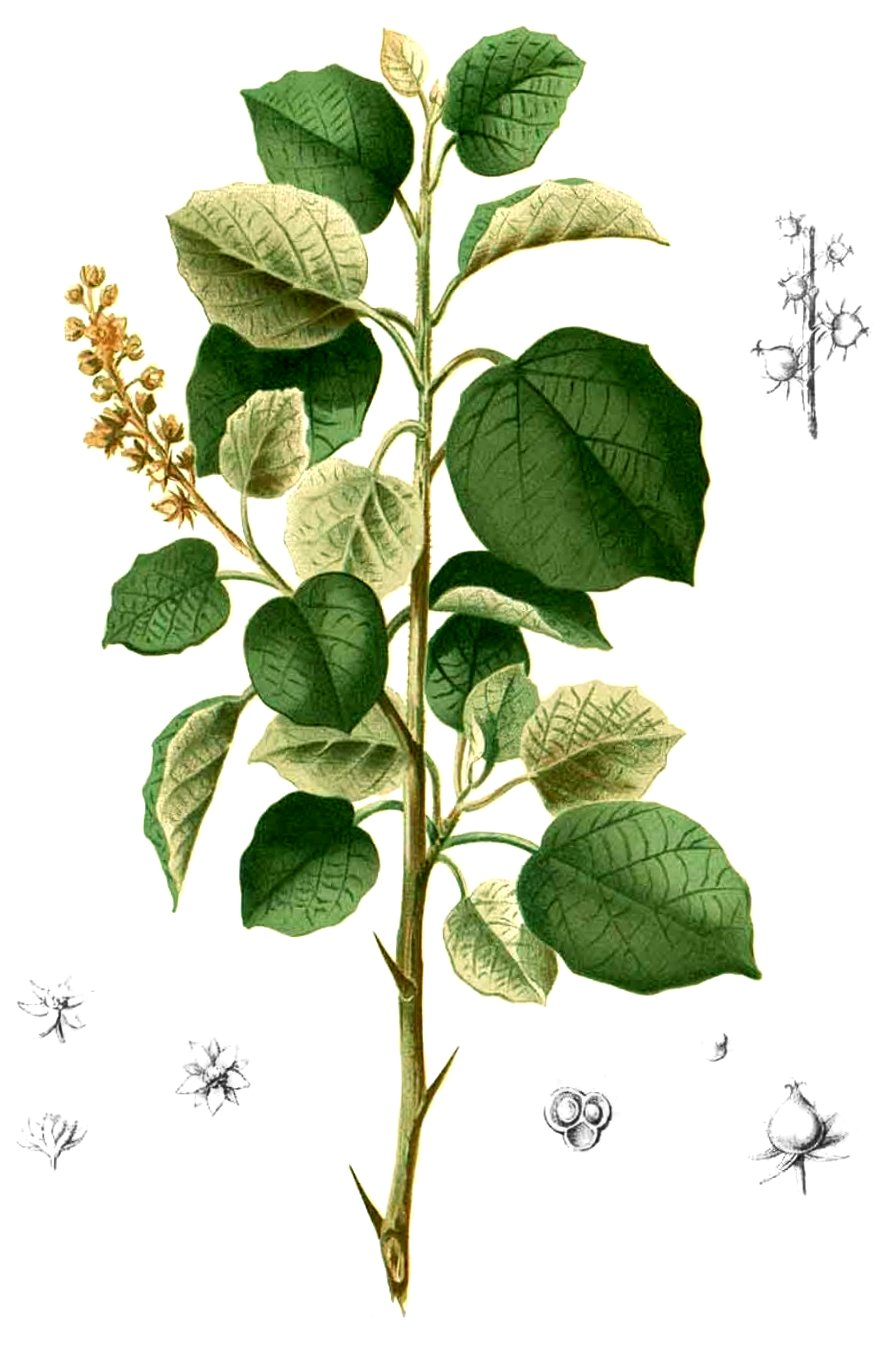